# Округ Галија (Охајо)
Округ Галија (енгл. Gallia County) је округ у америчкој савезној држави Охајо.

## Демографија
По попису из 2010. године број становника је 30.934, што је 135 (-0,4%) становника мање него 2000. године.
| Група             | 2000.          | 2010.          |
| Белци             | 29.458 (94,8%) | 29.150 (94,2%) |
| Афроамериканци    | 839 (2,7%)     | 812 (2,6%)     |
| Азијати           | 110 (0,4%)     | 140 (0,5%)     |
| Хиспаноамериканци | 191 (0,6%)     | 275 (0,9%)     |
| Укупно            | 31.069         | 30.934         |